# Cavalerie

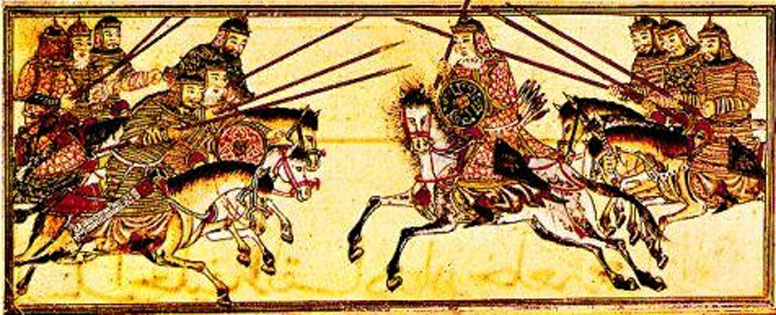
Cavaleria mongolă

Cavaleria este formată din unități militare călare. Termenul de cavalerie provine din cuvântul francez cavalerie, care provine din termenul italian cavalleria. Aceasta este o derivație din cuvântul cavaliere (călăreț).
De obicei termenul se referă doar la trupe care folosesc cai sau cămile drept mijloace de transport, nu însă și alte animale (de ex. elefanți de război). Un infanterist călare sau un ofițer de artilerie nu face parte din cavalerie, la fel precum nici vânătorul de munte, care călărește animalul de povară. Nici artileria călare nu face parte din cavalerie.
Din timpurile cele mai vechi, cavaleria a avut avantajul mobilității sporite, avantaj care a multiplicat eficacitatea până și a celor mai mici forțe, permițându-le să evite, să surprindă și să copleșească, să se retragă și să scape potrivit cerințelor de moment. Un bărbat care lupta călare avea de asemenea avantajul unei mai mari înălțimi, greutăți, viteze și masă inerțială față de un adversar din infanterie.

## Origini
Înainte de Epoca Fierului, rolul cavaleriei pe câmpul de luptă era îndeplinit de care de luptă ușoare. Aceste care au apărut în cultura Sintașta-Petrovka în Asia Centrală și s-au răspândit prin intermediul indo-iranienilor nomazi. Carul de luptă a fost adoptat rapid de popoarele sedentare atât ca tehnologie militară cât și ca obiect ceremonial și de statut, mai ales de faraonii din Regatul Nou precum și de regii asirieni și babilonieni.
Strategii și-au dat seama de timpuriu de puterea și mobilitatea unităților călare, dar era dificil încă de a menține forțe mari și de incapacitatea cailor (atunci de obicei mici) de a a purta armură grea. Tacticile de cavalerie au fost o inovație a nomazilor ecveștri din Asia Centrală și din stepa iraniană și triburile de păstori precum popoarele persane parți și sarmați.

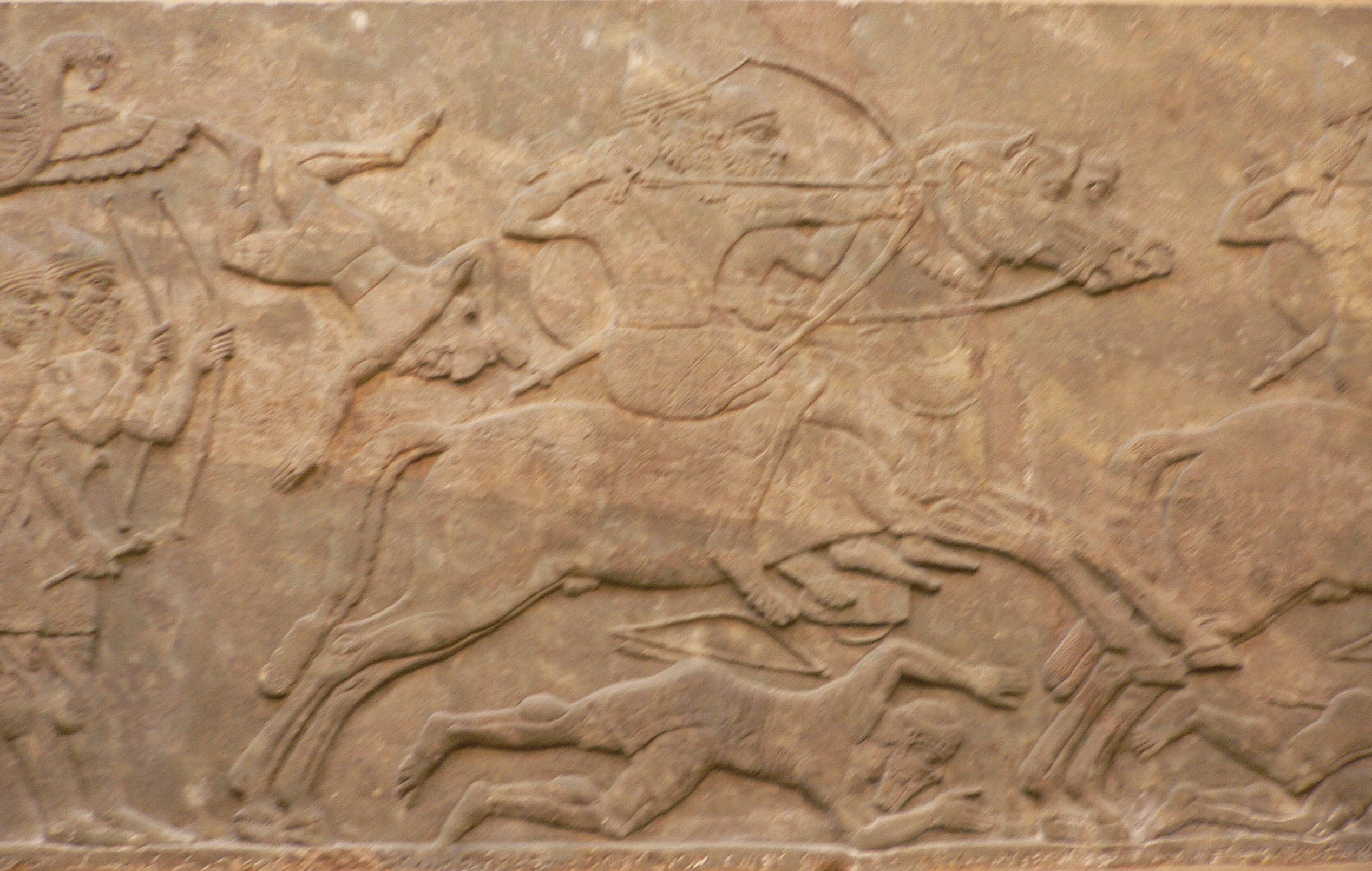
Cavalerie asiriană

Fotografia alăturată arată cavaleria asiriană în basoreliefuri din 865-860 î.Hr. Pe atunci, călăreții nu foloseau pinteni, șa sau scăriță. A lupta călare a era mult mai greu decât simpla călărie. Cavalerii acționau în perechi: frâiele arcașului călare erau controlate de mâna vecinului său. Încă de pe atunci, cavaleria utiliza sabie, scut și arc.
Încă din 490 î.Hr. a fost crescută o rasă de cai în Media care putea transporta oameni cu armură considerabilă (Herodot 7,40 & 9,20). Dar caii mari încă erau o raritate pe atunci. Cu excepția carelor de luptă ale sciților, carele de luptă nu mai erau folosite de perși pe timpul campaniilor lui Alexandru cel Mare.

### Grecia antică și Macedonia

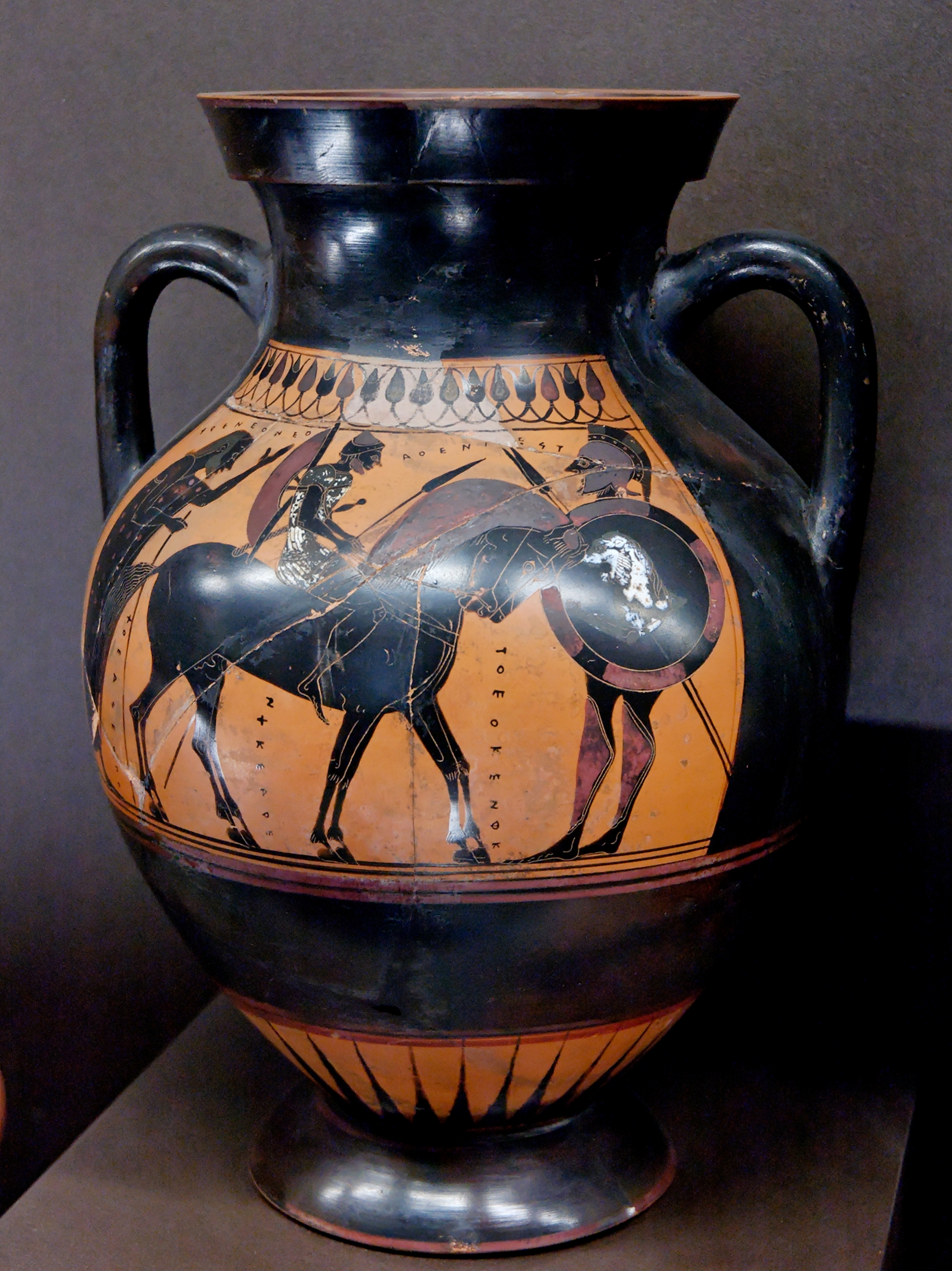
Plecarea unui războinic; o amforă ateniană datată 550 - 540 î.Hr.

Cavaleria a jucat un rol relativ minor în Grecia Antică, unde luptele aveau loc între trupe formate în principal din infanterie grea. Totuși, Tesalia era cunoscută pentru cavaleria de calitate din regiune, iar războaiele ulterioare, atât împotriva cât și împreună cu perșii i-au făcut pe greci să înțeleagă valoarea cavaleriei în luptă. Autorul și soldatul atenian Xenophon, de exemplu, propunea crearea unei forțe de cavalerie mici, dar bine antrenate, și în acest scop a scris mai multe lucrări despre tactica folosirii cavaleriei.
Pe de altă parte, regatul macedonean de la nord de Grecia și-a dezvoltat puternic cavaleria, culminând cu hetairoi lui Filip al II-lea și Alexandru cel Mare. În afară de această cavalerie grea, macedonenii foloseau și cavalerie ușoară, prodromoi, mai ales pentru misiuni de cercetare. Folosite împreună cu falanga și cu diferite tipuri de infanterie ușoară, l-au dus pe Alexandru prin Persia, Bactria către nord-vestul Indiei.

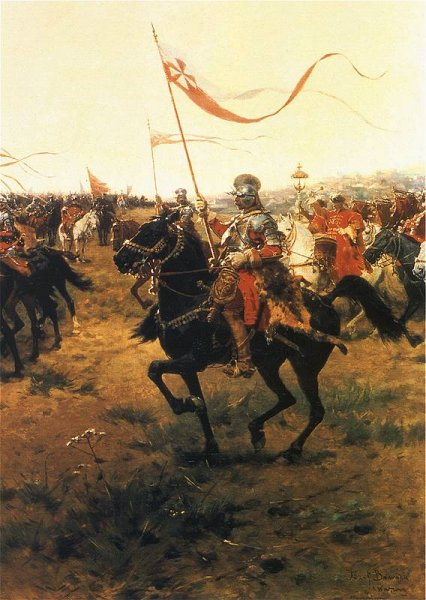
Husar
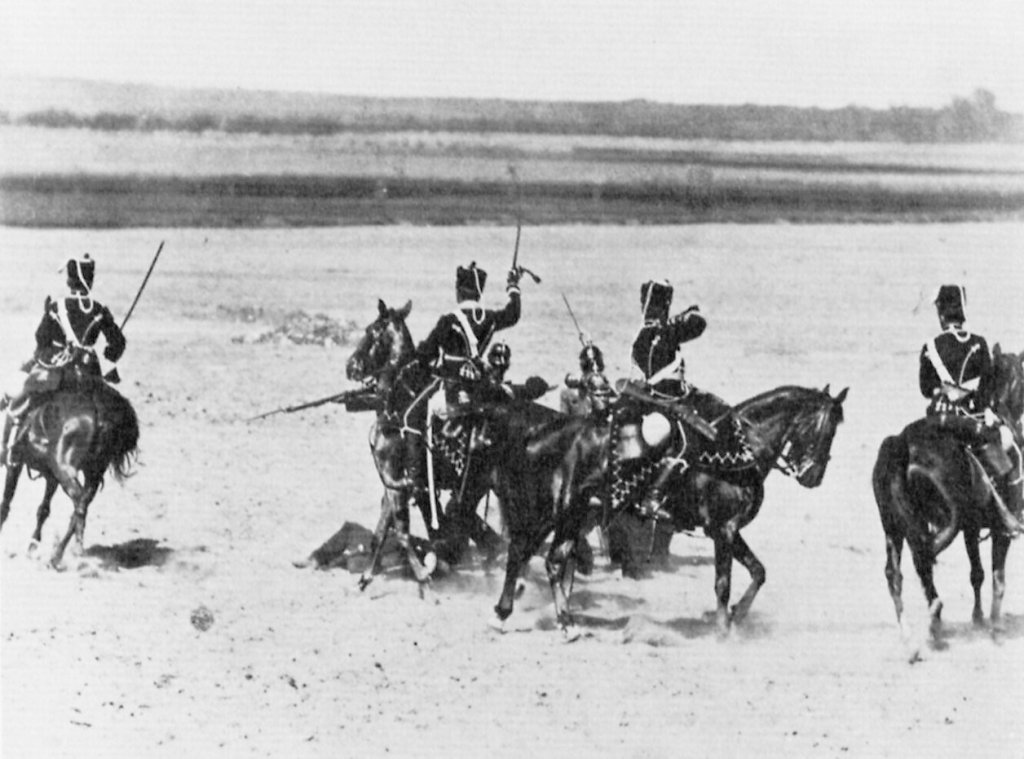
Cavalerie
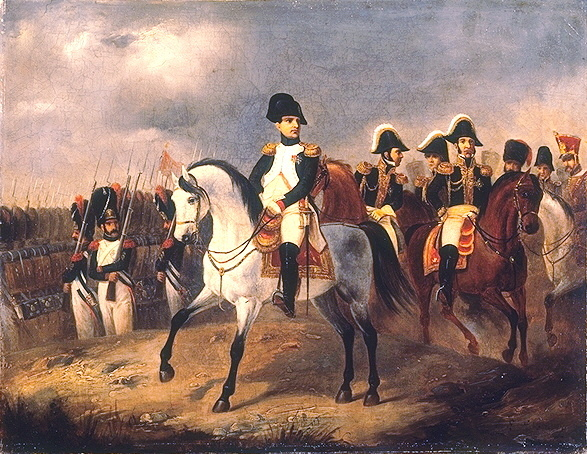
Cavalerie
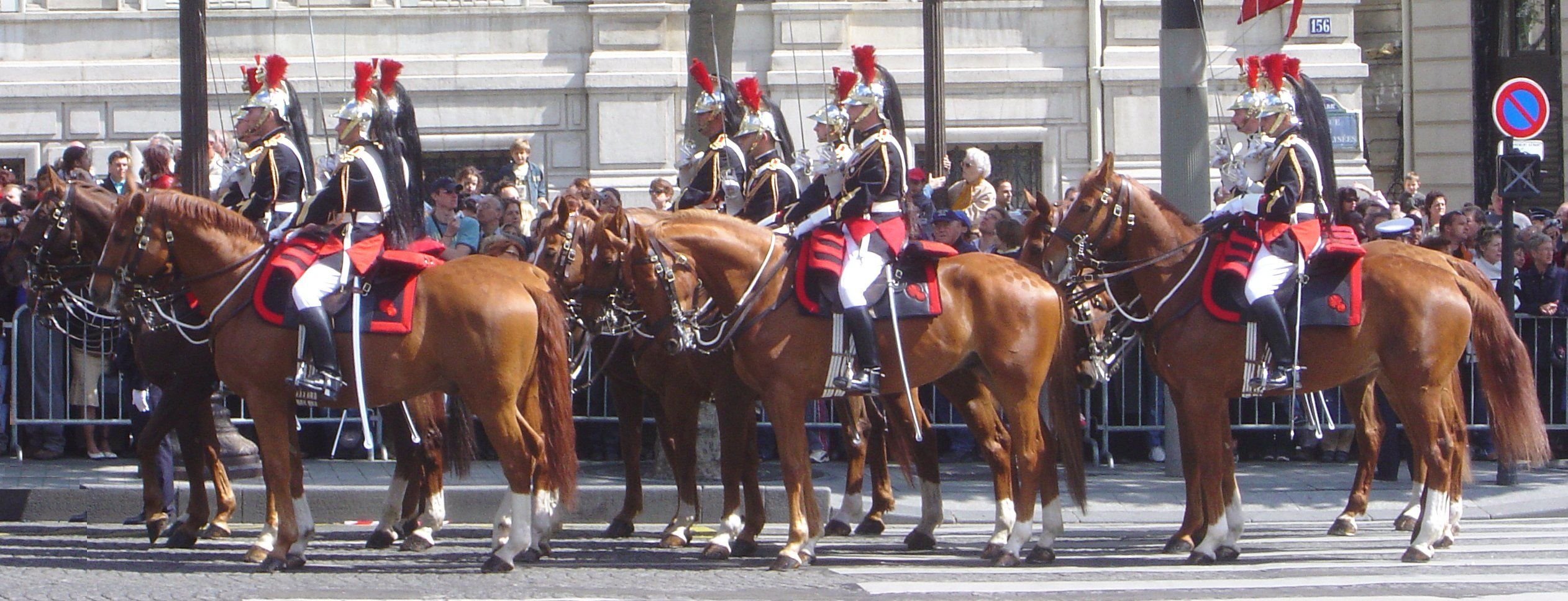
Garde Républicaine
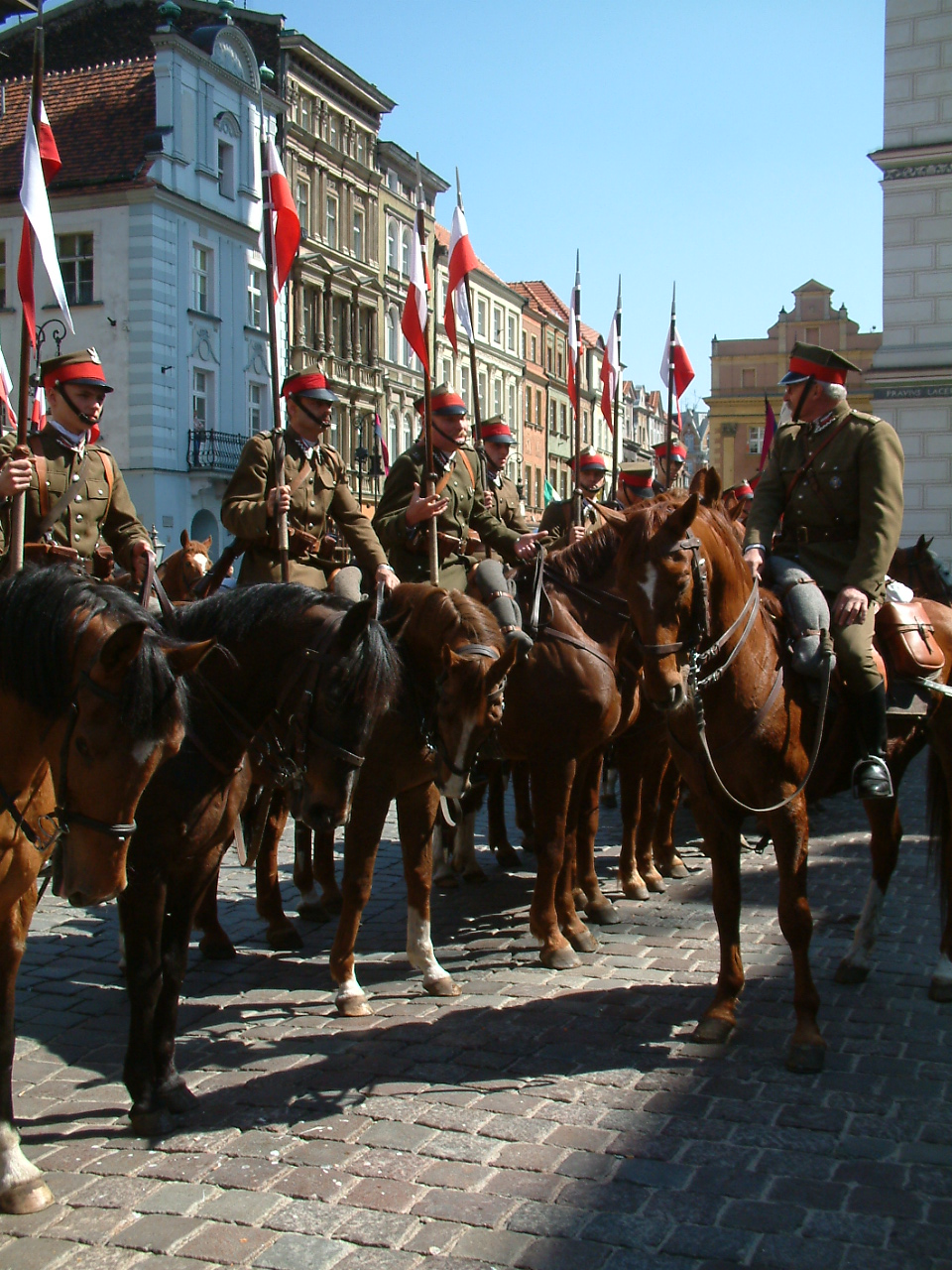
Ulani
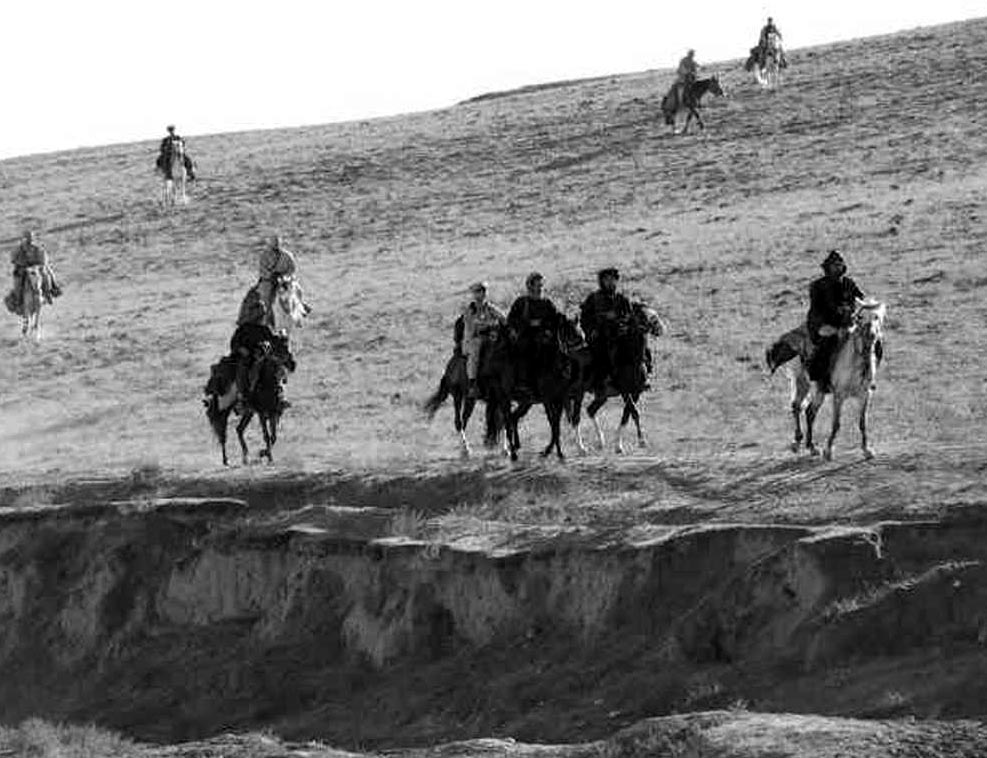
Cavalerie contemporană, Afganistan

## Cavaleria medievală

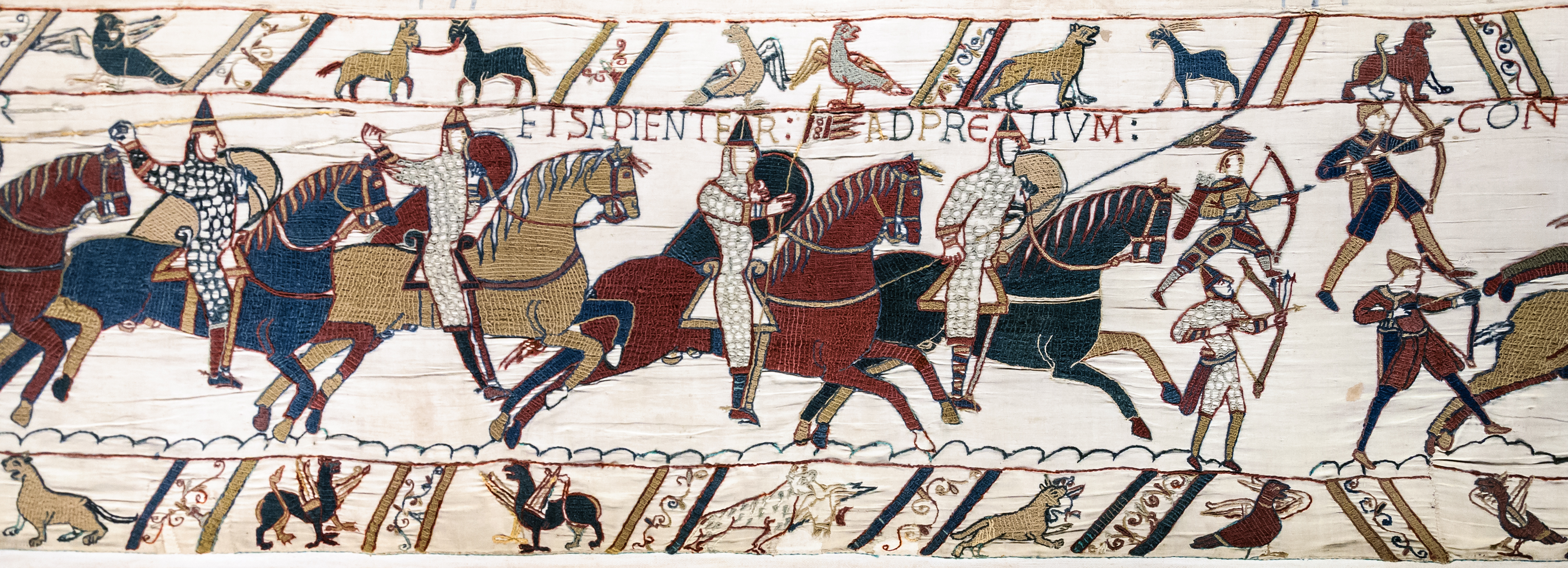
Cavaleria normandă în Bătălia de la Hastings(Tapiseria de la Bayeux)

### Felul de cavalerie medievală
Cavaleria medievală a apărut după căderea Imperiului Roman. Ea a fost o modificare a cavaleriei germano-romană. Au apărut două feluri principale de cavalerie - ușoară și grea. Cea ușoară era aproape lipsită de armură, era înarmată cu săbii ușoare sau cu arcuri. Cavaleria grea era într-o armură groasă, calul tot era în armura. De obicei era înarmată cu sulițe, săbii grele. 

### Folosirea în tactica militară
Cavaleria ușoară era folosită în cele mai multe cazuri pentru a ataca infanteria ușoară, sau pentru a vâna vrăjmașul. Cavaleria grea era folosită pentru a străbate rândurile de infanterie a vrăjmașului, a ataca flancurile sau a lupta cu cavaleria vrăjmașului. Cavaleria grea avea multă armură, de aceea ea nu putea merge departe și repede. Comandanții talentați o foloseau în cele mai importante momente ale bătăliei. 

### Cavaleria medievală europeană și orientală
Deoarece în orient era predominant mai mult soarele, cavaleria nu era îmbrăcată în armură groasă, și era înarmată doar cu sulițe și arcuri. Cea mai bună cavalerie medievală orientală era cavaleria mongolă ușoară. Lipsită de armură ea ușor parcurgea distanțe mari în scurt timp. Înarmată cu arcuri și sulițe, cavaleria mongolă înlocuia infanteria.
Cavaleria europeană era diferita de cea orientală. Armatele europene erau aproape lipsite de cavalerie ușoară. Comandanții apelau la ajutorul cavaleriei grele atunci cînd infanteria nu mai putea să suporte vrăjmașii, și în deosebi cavaleria europeană era lipsită de arcuri.